# Iñaki Esparza
Iñaki Esparza Leibar (1963) es un jurista y catedrático de Derecho procesal español.
Actualmente es miembro designado de la Agencia Vasca de Protección de Datos (AVPD).

## Biografía
Se licenció en Derecho en la Universidad de Navarra en 1986 y se doctoró en Derecho en la Universidad Jaume I de Castellón en 1994.
Ha sido profesor titular en la Universidad Jaume I y en la Universidad del País Vasco, y desde 2009 es catedrático de Derecho Procesal en la Universidad del País Vasco.
Actualmente también es uno de los 6 miembros de la Agencia Vasca de Protección de Datos como experto en Derechos Fundamentales, designado por el Rector de la Universidad del País Vasco desde 2004 y el director de la Universidad Nacional de Educación a Distancia de Vergara.

## Publicaciones
Entre sus publicaciones están:
- Zuzenbide penalaren eta zuzenbide prozesal penalaren sarrera, 2000. ISBN 84-7585-497-4
- El proceso de ejecución, 2016, ISBN 978-84-9143-086-5
- El estatus de la víctima del delito en el ordenamiento francés: el origen, las tendencias y las reformas procesales más recientes, 2015, ISBN 978-84-16356-06-5
- El ADN en la investigación criminal del S. XXI: implicaciones y exigencias: conceptos que ncesariamente deben ser tenidos en cuenta a la hora de su regulación, 2015, ISBN 978-958-46-6075-6
- Introducción al derecho penal y al derecho procesal, 2000. ISBN 84-7585-456-7
- El dictamen de peritos en la Ley 1/2000, de enjuiciamiento civil, 2000. ISBN 84-8442-213-5
- Comentarios a la Ley del Jurado, ISBN 84-8410-302-1
- El presupuesto procesal del procedimiento adecuado, 1996. ISBN 84-8151-314-8
- El principio del proceso debido, 1995.[6] ISBN 84-7698-366-2